# میدی زد
میدی زد (چائو تی ین) (انگلیسی: Midi Z؛ زادهٔ ۱۸ دسامبر ۱۹۸۲) کارگردان فیلم، فیلم‌نامه‌نویس، فیلم‌بردار، تدوین گر اهل تایوان است.